# Lucjan Józefowicz
Lucjan Józefowicz (* 30. Juni 1935 in Uniejów; † 30. September 2023) war ein polnischer Radrennfahrer und nationaler Meister im Radsport.

## Sportliche Laufbahn
Józefowicz begann 1951 mit dem Radsport. Er startete für die Vereine Broni Radom (1959–1961), Orkan Łódź (1962–1964) und Włókniarz Łódź (1965–1966). 
Er gewann vierzehn Titel bei den polnischen Meisterschaften im Bahnradsport. Im 1000-Meter-Zeitfahren siegte er 1959, 1960 und 1962. In der Einerverfolgung gewann er den nationalen Titel 1958 sowie 1960 bis 1962 und 1964. In der Mannschaftsverfolgung holte er den Titel 1958, 1960, 1961, 1965 und 1966. Auch im Straßenradsport kam er zu Meisterehren. Im Einzelzeitfahren gewann er 1959 den Titel.
1964 war er Teilnehmer der Olympischen Sommerspiele in Tokio. Er wurde beim Sieg von Jiří Daler gemeinsam mit drei weiteren Fahrern auf dem 5. Rang in der Einerverfolgung klassiert.

## Berufliches
Seine Berufsausbildung absolvierte er zum Schlosser, arbeitete später selbst als Lehrausbilder. Nach Beendigung seiner Sportkarriere arbeitete er als Trainer in den Vereinen Włókniarz Łódź (1967–1983) und Orzeł Łódź (1983–1984). Mieczysław Nowicki und Janusz Kotliński gehörten zu seinen Schützlingen. Nach seiner Tätigkeit als Trainer arbeitete er bis zur Pensionierung als Taxifahrer.
Am 30. September 2023 starb er im Alter von 77 Jahren. Er wurde in Łódź bestattet.